# Скандикс гребінчастий
Скандикс гребінчастий, голкоплідник гребенястий, скандикс Венерин гребінь, теребуля гребеняста (Scandix pecten-veneris L.) — вид рослин родини окружкові (Apiaceae). лат. pecten-veneris — «венерин гребінь»; плоди, як правило, розташовані пліч-о-пліч, і як думали, виглядали як гребінь.

## Опис
Однорічна, помірно волохата, розгалужена рослина має тенденцію до проростання в жовтні й на початку листопада. Квітне з травня по серпень. Насіння не в змозі залишатися в стані спокою довго, тому рослина перебуває під загрозою місцевого зникнення під час невідповідного середовища проживання. Висота: до 50 см. Має глибоко розділити «кучеряве» два-три перисті листки і виробляє крихітні білі квіти, розташовані в кластерах звані парасольки. Великі плоди можуть доходити до 80 мм в довжину, довгі, вузькі й загострені.

## Поширення
Північна Африка: Алжир; [п.] Єгипет [п.]; Лівія [п.]; Марокко; Туніс. Азія: Афганістан; Кіпр; Іран; Ірак; Ізраїль; Йорданія; Ліван; Сирія; Туреччина; Киргизстан; Таджикистан; Туркменістан; Узбекистан; Індія — Хімачал-Прадеш, Джамму і Кашмір; Пакистан. Кавказ: Вірменія; Азербайджан; Росія — Дагестан. Європа: Данія; Ірландія; Швеція; Об'єднане Королівство; Австрія; Бельгія; Чехія; Німеччина; Угорщина; Нідерланди; Польща; Словаччина; Швейцарія; Україна [вкл. Крим]; Албанія; Боснія і Герцеговина; Болгарія; Хорватія; Греція [вкл. Крит]; Італія [вкл. Сицилія]; Македонія; Чорногорія; Румунія; Сербія; Словенія; Франція [вкл. Корсика]; Португалія [вкл. Мадейра]; Гібралтар; Іспанія [вкл. Балеарські острови, Канарські острови]. Широко натуралізований. Населяє поля, пасовища, луки, байдужий до ґрунтів; 0-1900 м. Воліє рости помірковано сухим, теплим літом.